# 辻雄康
辻 雄康（つじ たかやす、1995年10月28日 - ）は、元ラグビー選手。

## プロフィール
- 東京都新宿区出身。
- 現役時代のポジションはロック(LO)。
- 身長 190cm、体重 113kg
- ニックネームはタカ、ツォン、ジャッキー。
- ジュニア・ジャパンに選ばれたことがある。
- U20日本代表に選ばれたことがある。
- 日本代表キャップは1。（2022年7月9日現在）
- タレント、元テニス選手・松岡修造の甥である[1]。
- 座右の銘はNever give up[2]。

## 来歴
父・辻芳樹と母・敏子（松岡功の娘）の間に生まれ、10歳からラグビーを始めた。
慶應義塾幼稚舎・慶應義塾普通部・慶應義塾高等学校を卒業後、慶應義塾大学文学部に入学する。なお慶應義塾高等学校時代、副将を務めたことがある。
2018年、慶應義塾體育會蹴球部の副将に就任した。
2019年、慶應義塾大学卒業後、サントリーサンゴリアス(現・東京サントリーサンゴリアス)に加入。
2021年2月21日にジャパンラグビートップリーグ第1節三菱重工相模原ダイナボアーズ戦に先発出場で公式戦初出場を果たす。
2022年7月9日に行われたリポビタンDチャレンジカップ2022フランス戦にて途中出場で日本代表初キャップを獲得した。
2024年5月、東京サントリーサンゴリアスを退団、引退した。

## 逸話
辻の同級生のラッパー・amaterasによると、辻の自宅はとても大きく、自室以外にも遊ぶ用の部屋、テレビを見たりゲームをする部屋、寝る部屋がそれぞれあり、トイレも4、5個、地下室もあるなど家というよりもアミューズメントパークのような場所だったとのこと。